# The Two Jakes
The Two Jakes is een neo noir mysteryfilm uit 1990 en een sequel van Chinatown uit 1974.
Jack Nicholson deed de regie en speelde als J. J. Gittes ook de hoofdrol, naast Harvey Keitel, Meg Tilly, Madeleine Stowe, Richard Farnsworth, Frederic Forrest, Pia Gronning, David Keith, Rubén Blades, Tracey Walter en Eli Wallach. Een aantal acteurs uit Chinatown spelen ook nu mee, in dezelfde rol: Joe Mantell, Perry Lopez, James Hong en, met een korte voice-over, ook Faye Dunaway.
The Two Jakes werd door Paramount Pictures op 10 augustus 1990 uitgebracht. De film was geen kassucces en ontving gemengde kritieken. Daarom werden de plannen voor een derde film over J. J. Gittes weer opgeborgen.

## Verhaal
Los Angeles in 1948. Jake Berman (Harvey Keitel) huurt privédetective Jake Gittes (Jack Nicholson) in om zijn vrouw te betrappen bij het plegen van overspel. Dat loopt echter verkeerd af: Berman schiet ter plekke de overspelige man, die zijn partner is in een vastgoedbedrijf, dood. Lou Escobar is na de oorlog als oorlogsinvalide machtiger dan ooit als de plaatselijke politiechef. Hij laat zijn oude politiemaatje Jake stevig in de gaten houden.
Gittes wil nu uitzoeken of het gerechtvaardigde doodslag of moord was, en wat de snelgroeiende Californische olie-industrie ermee te maken heeft. Er is ook een relatie met zijn eigen verleden: Gittes krijgt een opname in handen die Katherine Mulwray vermeldt, die de verdwenen dochter van Evelyn Mulwray (Faye Dunaway) van  Chinatown blijkt te zijn. Het draait om nieuwbouwprojecten die geteisterd worden door natuurlijke gasbronnen en de minerale rechten op olie en gaswinning. De politie en de maffia zijn op zoek naar de geluidsopname, gemaakt door Gittes, van de executie doorde terminaal zieke Jake Berman van zijn zakenpartner. Jake verandert de geluidsopname waardoor de rechter voorbedachte rade onaannemelijk vindt. De verdachte blaast zichzelf op in zijn modelwoning door een sigaret te ontsteken. Zijn weduwe krijgt de erfenis bovenop die van haar steenrijke vader Noah Cross.
Eerder in deze film heeft Jake Gittes seks met de eerste weduwe en intussen zit zowel de politie van Los Angeles als de maffia hem dicht op de huid. De later in de film eveneens weduwe geworden Katherine doet aan het eind van de film een vergeefse poging de vriend van haar dode moeder, tevens halfzus, uit Chinatown te versieren. Kitty vraagt tot slot dan maar of hij dan wel aan haar wil blijven denken. Gittes antwoordt dat het verleden nooit zal verdwijnen.

## Rolverdeling
| Acteur             | Personage                       |
| ------------------ | ------------------------------- |
| Jack Nicholson     | Jake Gittes                     |
| Harvey Keitel      | Julius "Jake" Berman            |
| Meg Tilly          | Katherine "Kitty" Berman        |
| Madeleine Stowe    | Lillian Bodine                  |
| Eli Wallach        | Cotton Weinberger               |
| Rubén Blades       | Michael "Mickey Nice" Weisskopf |
| Frederic Forrest   | Chuck Newty                     |
| David Keith        | Loach                           |
| Richard Farnsworth | Earl Rawley                     |
| Tracey Walter      | Tyrone Otley                    |
| Joe Mantell        | Lawrence Walsh                  |
| James Hong         | Kahn                            |
| Perry Lopez        | Lou Escobar                     |
| Jeff Morris        | Ralph Tilton                    |
| Rebecca Broussard  | Gladys                          |
| Van Dyke Parks     | Hannah                          |
| Pia Gronning       | Elsa                            |
| Luana Anders       |                                 |
| Rosie Vela         | Linda                           |
| Faye Dunaway       | Evelyn Mulwray                  |